# Oerlikon KCB
Le Oerlikon KCB est un canon mitrailleur de calibre 30 mm, développé par Hispano-Suiza sous le nom de HS.831. Lorsque Oerlikon a racheté la division armement d’Hispano en 1971, le canon est devenu le KCB.

## Développement
Le HS.831 est une version agrandie du HS.820 de 20 mm et il a à peu près les mêmes principes de fonctionnement généraux. Il tire l’obus de 30 × 170 mm qui a été développé pour ce canon. Au sol, le HS.831 a été utilisé en combinaison avec le HS.661, un affût simple de canon antiaérien. Il a également été monté sur l’AMX-13 DCA (Défense Contre Avions), un véhicule blindé antiaérien de l’armée française.
Au Royaume-Uni, BMARC (en) a développé l’A32, un affût naval exploité localement intégrant deux HS.831. Lorsque le canon a été rebaptisé KCB, l’A32 est devenu la série GCM-A. LSE (Laurence, Scott & Electricmotors Ltd, aujourd’hui MSI Defence Systems) a également développé un affût simple pour le KCB, qui est devenu le DS30B. Le GCM-A et le DS30B ont tous deux été introduits dans la Royal Navy.
L’United States Navy a désigné le système d'armes jumelées HS.831 développé par Emerson Electric comme EX-74. Cet affût n’a jamais été largement utilisé par l’USN, mais a été commercialisé sous le nom de EMERLEC-30 et achetée par des marines étrangères.

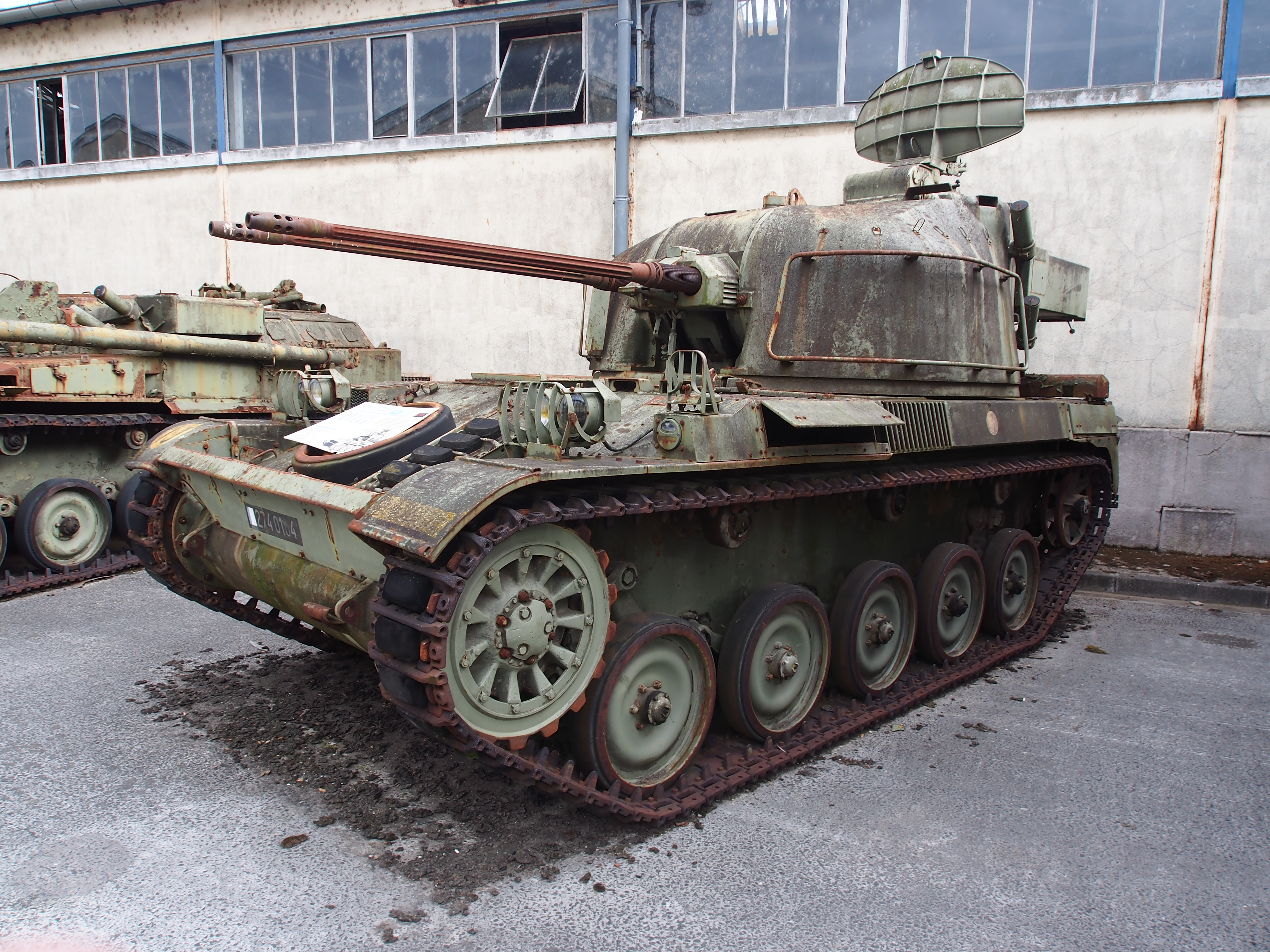
L’AMX-13 DCA exposé au Musée des Blindés de Saumur
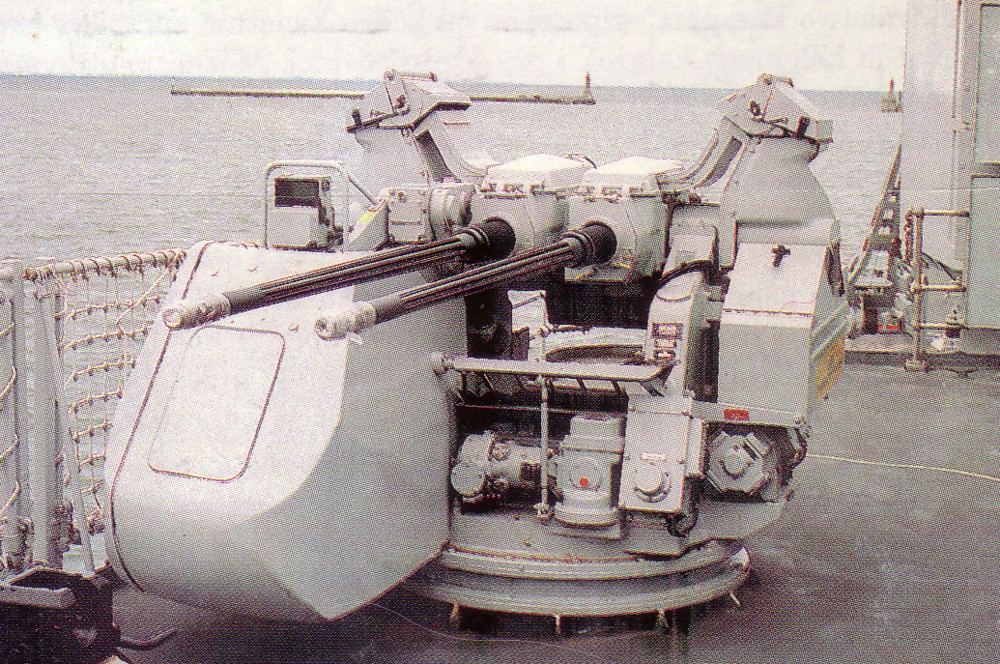
GCM-A à bord du HMS Battleaxe, une frégate Type 22 britannique
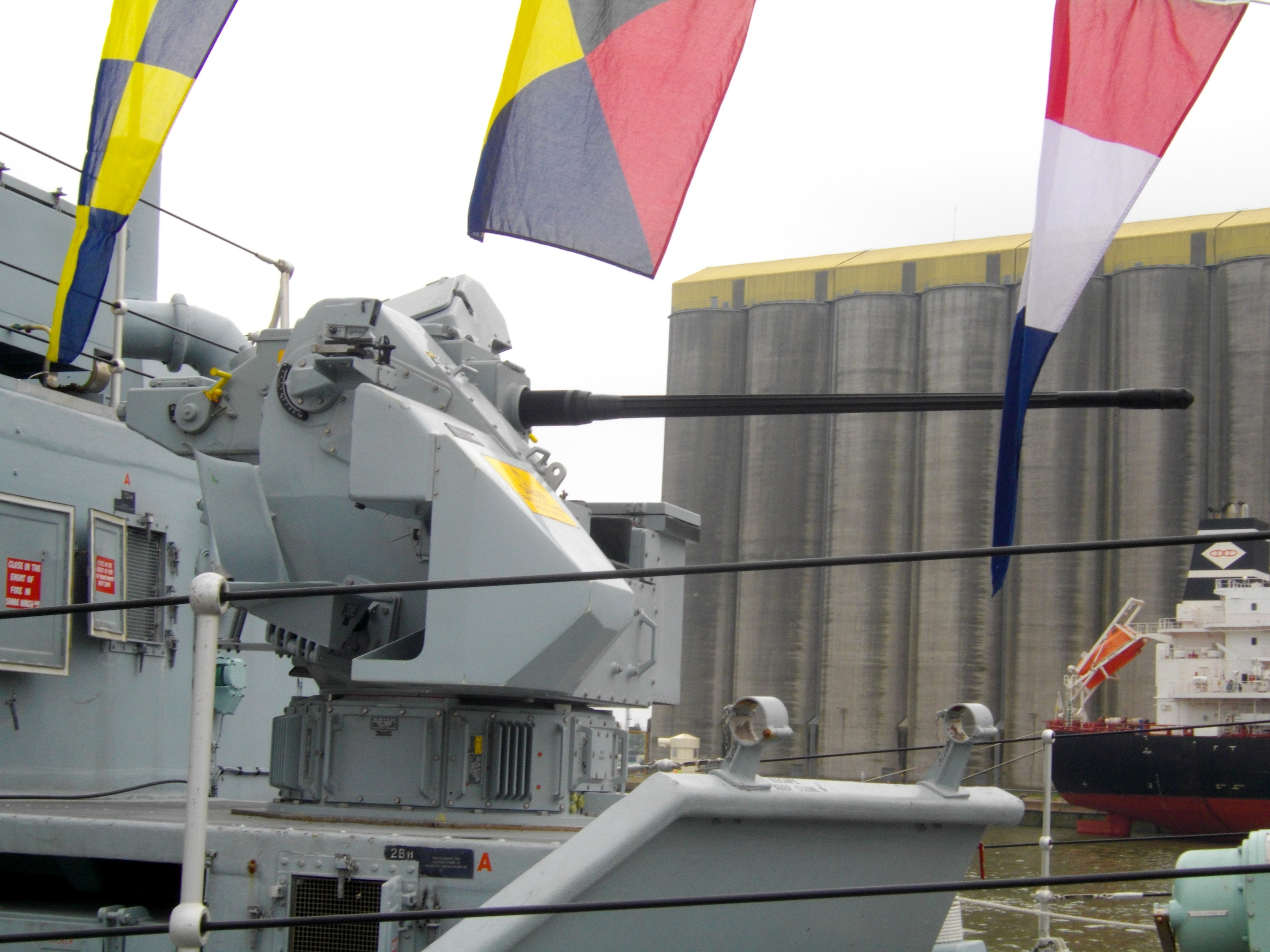
DS-30B à bord du HMS Blyth